# پارک ال‌فونول

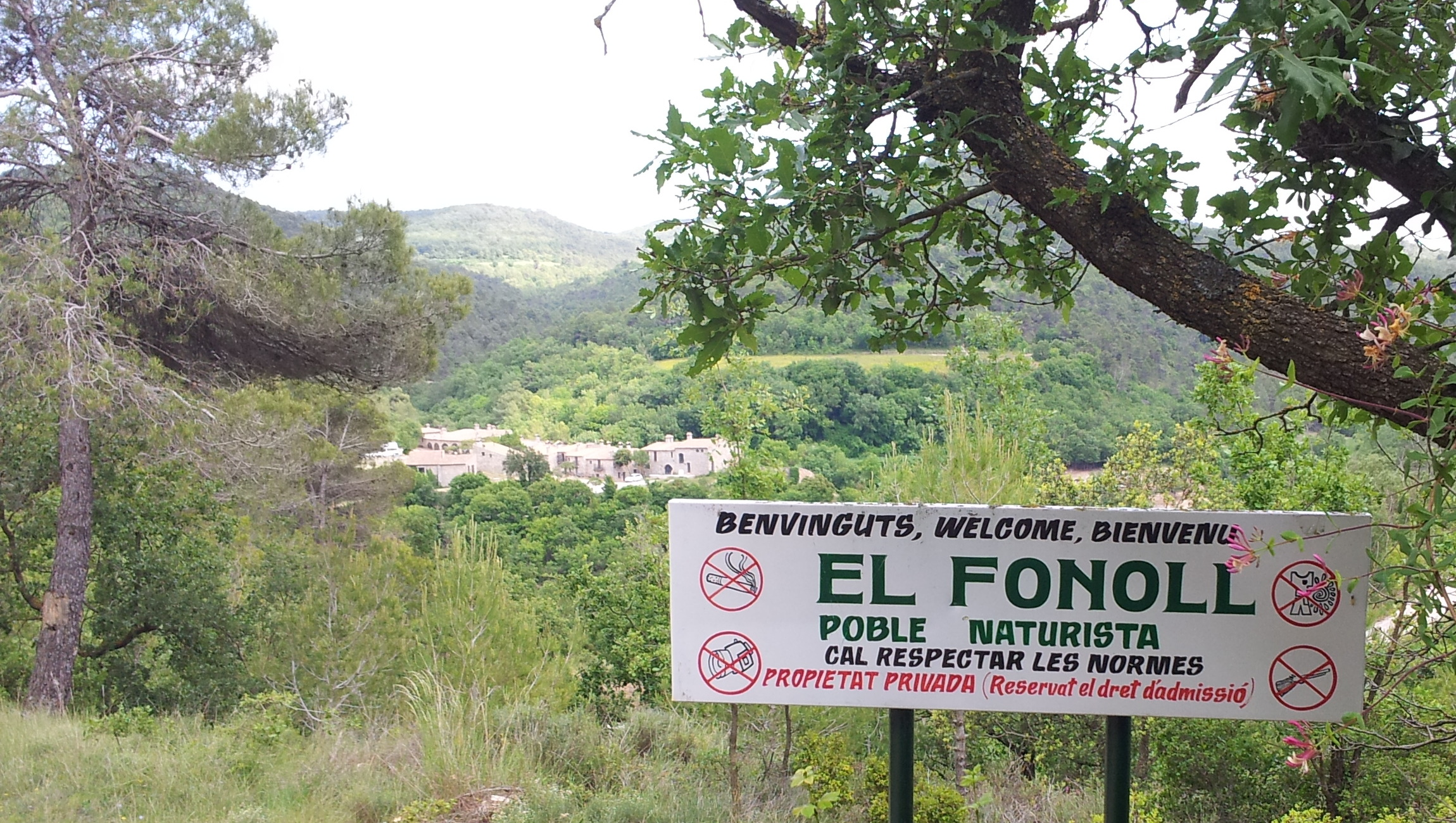
پارک ال‌فونول

پارک ال‌فونول (به کاتالان: fennel) یک محوطه طبیعی به همراه یک روستای تاریخی در منطقه کانکا دا باربارا، اسپانیا قرار دارد. روستای تاریخی آن‌چنان‌که در منابع آمده‌است یک قلعه بوده زمان ساخت آن به سال ۱۳۰۵ می‌رسد.اما کلیسای قلعه (سنت بلیز) قدیمی‌تر از خود قلعه بوده‌است. روستا در اواخر قرن بیستم به حالت مخروبه درآمد. سرمایه‌دار مطرح اسپانیایی به نام امیلی وایزس در سال ۱۹۹۵، ۱۵۰ هکتار از محوطه پارک از دولت اسپانیا خریداری کرد و آن را تبدیل به یک محوطه برهنگی کرد. در پارک نشانه‌های برای آزادی برهنگی وجود دارد ولی گردشگران مجاز نیستند در جاده‌های منتهی به مناطق مسکونی خود را برهنه کنند. انرژی محوطه ال‌فونول از نیروگاه‌های بادی و خورشیدی تأمین می‌شود. ۲۰۰ مکان اقامتی در ال‌فونول وجود دارد که به صورت خانه ویلایی در سراسر پارک ال‌فونول پراکنده شده‌است. علاوه بر مراکز اقامتی، کافه‌تریا، کتابخانه، استخر، گروه‌های تبلیغی سبک زندگی در این پارک فعالیت دارند. در این منطقه جشن محلی کالسوداتس در بهار و جشن کاستانادا در پاییز برگزار می‌شود.